# Endless Love (bài hát)
"Endless Love" là một bài hát được sáng tác bởi Lionel Richie cho bộ phim cùng tên (1981). Bản ghi âm đầu tiên của nó là màn song ca giữa Richie và nữ ca sĩ nhạc soul Diana Ross. Trong bản ballad này, cả hai tuyên bố "tình yêu bất tận" mà họ dành cho nhau. Tạp chí Billboard đã gọi đây là ca khúc song ca vĩ đại nhất mọi thời đại.
"Endless Love" đã trở thành hit bán chạy thứ hai trong năm, và đạt vị trí số một trên bảng xếp hạng Billboard Hot 100 trong 9 tuần, cũng như nhận được một đề cử giải Oscar cho ca khúc trong phim hay nhất. Ngoài ra, nó còn giành giải thưởng Âm nhạc Mỹ cho Đĩa đơn Pop/Rock xuất sắc nhất.
Bài hát đã được hát lại bởi ca sĩ nhạc soul Luther Vandross với ca sĩ nhạc pop Mariah Carey, và ca sĩ nhạc đồng quê Kenny Rogers.

## Xếp hạng
| Bảng xếp hạng (1981)                | Vị trí cao nhất |
| ----------------------------------- | --------------- |
| Australian Kent Music Report        | 1               |
| Canadian Singles Chart              | 1               |
| Dutch Singles Chart                 | 100             |
| Norwegian Singles Chart             | 8               |
| Swedish Singles Chart               | 5               |
| Swiss Singles Chart                 | 6               |
| UK Singles Chart                    | 7               |
| Hoa Kỳ Billboard Hot 100            | 1               |
| Hoa Kỳ Billboard Adult Contemporary | 1               |
| Hoa Kỳ Billboard Black Singles      | 1               |
| Hoa Kỳ Cash Box Top 100             | 1               |

| Bảng xếp hạng (1981)     | Vị trí cao nhất |
| ------------------------ | --------------- |
| Canada                   | 3               |
| UK                       | 76              |
| Hoa Kỳ Billboard Hot 100 | 2               |
| Hoa Kỳ Cashbox           | 1               |

| Bảng xếp hạng (1980–1989) | Vị trí |
| ------------------------- | ------ |
| Hoa Kỳ Billboard Hot 100  | 3      |

| Bảng xếp hạng (1958–2013) | Vị trí |
| ------------------------- | ------ |
| US Billboard Hot 100      | 15     |

## Phiên bản của Luther Vandross và Mariah Carey
Walter Afanasieff đã sản xuất phiên bản hát lại của "Endless Love" cho Luther Vandross và Mariah Carey và đưa vào album của Vandross Songs. Nó được phát hành như là đĩa đơn thứ hai từ album vào tháng 8 năm 1994. Năm 1995, bài hát được đề cử ở hạng mục Hợp tác giọng pop xuất sắc nhất. Phiên bản này cũng xuất hiện trong nhiều album tổng hợp của Carey như Greatest Hits (2001) và The Ballads (2008).

### Danh sách bài hát
Đĩa 7"
1. "Endless Love" - 4:21
2. "Endless Love" (không lời) - 4:22

Đĩa CD 3" tại Nhật
1. "Endless Love" - 4:21
2. "Endless Love" (Mariah) - 4:22
3. "Endless Love" (Luther) - 4:22
4. "Endless Love" (không lời) - 4:22

Đĩa CD maxi tại Vương quốc Anh và châu Âu
1. "Endless Love" - 4:21
2. "Endless Love" (không lời) - 4:22
3. "Never Too Much (trực tiếp) - 5:00
4. "Any Love" (trực tiếp) - 5:22
5. "She Won't Talk to Me" (trực tiếp) - 5:14

### Xếp hạng
| Bảng xếp hạng (1994)                     | Vị trí cao nhất |
| ---------------------------------------- | --------------- |
| Úc (ARIA)                                | 2               |
| Áo (Ö3 Austria Top 40)                   | 13              |
| Bỉ (Ultratop 50 Flanders)                | 2               |
| Canada (The Record)                      | 14              |
| Canada Top Singles (RPM)                 | 6               |
| Canada Adult Contemporary (RPM)          | 4               |
| Europe (European Hot 100 Singles)        | 7               |
| Pháp (SNEP)                              | 12              |
| Germany (Official German Charts)         | 14              |
| Ireland (IRMA)                           | 4               |
| Italy (Hit Parade)                       | 8               |
| Hà Lan (Dutch Top 40)                    | 4               |
| Hà Lan (Single Top 100)                  | 6               |
| New Zealand (Recorded Music NZ)          | 1               |
| Na Uy (VG-lista)                         | 6               |
| Thụy Điển (Sverigetopplistan)            | 10              |
| Thụy Sĩ (Schweizer Hitparade)            | 6               |
| Anh Quốc (OCC)                           | 3               |
| Hoa Kỳ Billboard Hot 100                 | 2               |
| Hoa Kỳ Adult Contemporary (Billboard)    | 11              |
| Hoa Kỳ Hot R&B/Hip-Hop Songs (Billboard) | 7               |
| Hoa Kỳ Pop Airplay (Billboard)           | 7               |
| Hoa Kỳ Rhythmic (Billboard)              | 5               |

| Bảng xếp hạng (1994)                 | Vị trí |
| ------------------------------------ | ------ |
| Australia (ARIA)                     | 27     |
| Belgium (Ultratop 50 Flanders)       | 20     |
| Canada Top Singles (RPM)             | 56     |
| Canada Adult Contemporary (RPM)      | 52     |
| Italy (Hit Parade)                   | 61     |
| Netherlands (Dutch Top 40)           | 62     |
| Netherlands (Single Top 100)         | 58     |
| New Zealand (Recorded Music NZ)      | 10     |
| Sweden (Sverigetopplistan)           | 77     |
| Switzerland (Schweizer Hitparade)    | 49     |
| US Billboard Hot 100                 | 56     |
| US Hot R&B/Hip-Hop Songs (Billboard) | 88     |

| Quốc gia                                                                           | Chứng nhận | Số đơn vị/doanh số chứng nhận |
| ---------------------------------------------------------------------------------- | ---------- | ----------------------------- |
| Úc (ARIA)                                                                          | Bạch kim   | 70.000^                       |
| New Zealand (RMNZ)                                                                 | Bạch kim   | 10.000*                       |
| Anh Quốc (BPI)                                                                     | Bạc        | 230,000                       |
| Hoa Kỳ (RIAA)                                                                      | Vàng       | 500.000^                      |
| * Chứng nhận dựa theo doanh số tiêu thụ. ^ Chứng nhận dựa theo doanh số nhập hàng. |            |                               |

## Phiên bản của Lionel Richie và Shania Twain

### Xếp hạng

#### Xếp hạng tuần
| Bảng xếp hạng (2012)                  | Vị trí cao nhất |
| ------------------------------------- | --------------- |
| Bỉ (Ultratip Flanders)                | 99              |
| US Billboard Bubbling Under Hot 100   | 16              |
| Hoa Kỳ Adult Contemporary (Billboard) | 12              |

#### Xếp hạng cuối năm
| Bảng xếp hạng (2012)  | Vị trí cao nhất |
| --------------------- | --------------- |
| US Adult Contemporary | 30              |